# Boa Esperança (Minas Gerais)
Boa Esperança is een gemeente in de Braziliaanse deelstaat Minas Gerais. De gemeente telt 40.018 inwoners (schatting 2013).

## Aangrenzende gemeenten
De gemeente grenst aan Aguanil, Campo Belo, Campo do Meio, Campos Gerais, Carmo do Rio Claro, Coqueiral, Guapé, Ilicínea, Santana da Vargem en Três Pontas.

## Geboren
- Nelson Freire (1944-2021), pianist